# Chromi(III) bromide
Chromi(III) bromide là một hợp chất vô cơ có công thức hóa học CrBr3. Nó là một chất rắn màu tối xuất hiện màu xanh lá cây trong ánh sáng thường nhưng màu đỏ với ánh sáng phản xạ. Nó được sử dụng như một tiền chất của các chất xúc tác cho quá trình oligome hóa etilen.

## Điều chế và tính chất
Hợp chất khan được điều chế trong lò nung ống bằng phản ứng của hơi brom và bột Chromi ở 1000 ℃. Nó được tinh chế bằng cách chiết xuất với đietyl ete tuyệt đối để loại bỏ CrBr2, và sau đó được rửa bằng đietyl ete và etanol.
Octahydrat CrBr3·8H2O được điều chế bằng cách cho dung dịch kali Chromiat hoặc amoni Chromiat đậm đặc tác dụng với acid bromhydric, rồi bay hơi dung dịch ở 0 ℃. Tinh thể tím thu được có sự kết hợp hai cấu trúc khối lập phương và bát diện. Ở 110 °C (230 °F; 383 K), muối bị mất nước và chuyển sang màu lục; ở 200 °C (392 °F; 473 K), Chromi(III) oxybromide được tạo thành, và cuối cùng bị phân hủy thành Chromi(III) oxide. Hexahydrat CrBr3·6H2O có hai dạng lục và tím, được mô tả lần lượt là Cr(H2O)6Br3 và [Cr(H2O)4Br2]Br·2H2O.
Tương tự như các halogen liên quan đến Chromi(III), tribromide hòa tan trong nước để tạo ra CrBr3(H2O)3; khi thêm xúc tác của chất khử, tạo ra CrBr2. Chất khử tạo ra là Chromi(II) bromide trên bề mặt chất rắn, hòa tan và tái oxy hóa thành Cr(III).

## Hợp chất khác
CrBr3 còn tạo một số hợp chất với NH3, như:
- CrBr3·2NH3·2H2O (lục);[5]
- CrBr3·3NH3·3H2O (đỏ nâu);
- CrBr3·4NH3·2H2O (đỏ cam);
- CrBr3·5NH3·H2O (vàng);
- CrBr3·6NH3 (vàng cam).[6]

CrBr3·3NH3 ở dạng khan có màu lục.
CrBr3 còn tạo một số hợp chất với CO(NH2)2, như CrBr3·6CO(NH2)2 là tinh thể màu lục nhạt.